# NHK週六連續劇
《週六連續劇》（日語：土曜ドラマ／どようドラマ）為NHK綜合頻道自1975年10月開始，歷經結束與重啟的不連續播出的連續劇時段總稱。與通常以季劃分的電視劇形式不同，NHK週六連續劇以1集或數集（通常5 - 6集，約為半季）完結的形式播出。
於2011年10月至2013年3月播出的《週六連續劇特集》亦於本條目介紹。

## 歷史

### 開創之時
於1960年代的NHK，電視劇編排的多樣性為現今難以想像的。除了《連續電視小說》、《大河劇》以外，《特別電視劇》、《夜間連續劇》、社會寫實戲劇《電視劇場》、《NHK劇場》、《黑色組曲》、人文劇《現代人間模樣》、《電視指定席》、家庭劇《文藝劇場》、《創作劇場》、時代劇《週五電視劇》、青少年戲劇《兒童名作劇場》等，各式各樣、不同類型、針對不同目標觀眾的戲劇時段分散於不同日子。但1964年東京奧運後，電視劇時段大幅縮減，1970年代後，就只剩下《連續電視小說》、《大河劇》、《特別電視劇》、《銀河劇》（⇒銀河電視小說）、《週五電視劇》、《少年系列劇》共6個時段。時段縮減的原因在於，當時因應傾全力投入東京奧運轉播，嚴格限制其他節目的企劃管理，結果導致電視劇時段銳減，NHK戲劇也因此進入了低潮期。在這期間，《連續電視小說》與《大河劇》仍然廣受大眾歡迎。然而，節目企劃的緊縮與戲劇時段銳減，確實助長了內部安於現狀的風氣，削弱了接受新挑戰的氣魄與實驗精神。
而NHK為了打破這「失落的10年」間戲劇的停滯不前，1970年擔任電視劇部長的川口幹夫（後來成為会長），基於這樣的反省，鼓勵內部自由的企劃發想作為改革的第一步。另一方面，作為實現改革的成果，《週六連續劇》因此誕生，而另外一起事件也成為改革的催化劑，那就是大河劇《勝海舟》（1974年）象徵的編劇倉本聰與演員間的糾紛。倉本所寫的劇本，連音樂的切入點與停頓時刻都標註的非常細膩，NHK的年輕員工對這種完美主義的作風提出了異議，雙方僵持不下，倉本也因此在途中放棄擔任編劇退出劇組。而《勝海舟》主演的渡哲也亦因病辭演，由松方弘樹接替。而松方又批評NHK的戲劇製作體制、勞資對立糾紛、拍攝現場混亂等，雙方糾紛不斷。多年後，川口幹夫對於這個教訓稱：「（昭和）49年當時我們與編劇家間發生了發生嚴重的糾紛呢，我認為那起事件是當時學到的教訓，我們也因此跌落谷底，編劇家也因此對我們產生不信任感，如何運用這起教訓，如何應對編劇家們，我們經歷了千辛萬苦，而這些努力現今才得以成形吧」。而代表這個「成形」的正是《週六連續劇》與《戲劇人間模樣》（1977年～1988年）的創立與充實。
週六連續劇最初的創設動機確實是為了取回編劇家的信賴。然而，此時段的實際開始卻是於「松本清張系列」（1975年）開播之際，由於首任製作人近藤晉的斡旋下才促成。近藤希望在新開播的戲劇中起用年輕的導演，但由於這是NHK全體投入的企劃，因此當時活躍在最前線的和田勉等人勢必不會莫不吭聲。於是，近藤決定讓他們先拍攝松本清張的作品，接著編排了「平岩弓枝系列」、「懷舊名作系列」，之後才於山田太一系列的《男人們的旅途》中破格拔擢年輕的中村克史（之後擔任戲劇部長、編成部長等職務）。
「松本清張系列」於1975年～1982年年間共創作了14件作品。其中最值得注意的是大野靖子與和田勉的組合，他們合作了《遙遠的接近》（1975年）、《翻越天城》（1978年）與《火的記憶》（同年）3部作品，其中《遙遠的接近》更榮獲布拉格國際電視節金獎，《翻越天城》則獲得藝術祭大獎。而大野還與佐佐木昭一郎共同以「劇畫系列《紅花》」（1976年）獲得藝術祭大獎。
本戲劇時段基本上會於4月～9月間暫停，主要於職棒休賽期間的10月 - 3月間播出，其中包括主題曲亦令人印象深刻的《宛如阿修羅》（1979年～1980年，編劇向田邦子），許多戲劇亦改編至當紅作家的作品，包括社會寫實戲劇、家庭劇與推理劇等。1984年時本時段曾暫時中斷，《戲劇人間模樣》移至週六播出。之後，隨著職棒轉播職棒賽事轉播主要移至衛星第1廣播→BS1播出後，1988年年開始本時段幾乎為全年播出，並斷斷續續的播出直到1998年3月再次恢復週六連續劇時段。1998年4月起的2年間，本時段改名為《NHK戲劇館》，但自2000年開始，晚上9點時段改播出《NHK特集》後，戲劇就改至平日播出。

### 2005年 - 2010年
2005年12月，作為因一連串NHK醜聞而影響的業務重組一環的節目改版，《週六連續劇》時段名稱重新回歸。基本上本時段繼承了《週一戲劇系列》（於2005年3月一度中斷，之後以《週一劇場》為名播出，最每季與《清志與這個夜晚》交替播出，7月則播出《爺爺2〜與孫子共度的夏天〜》）的播出形式，工作人員則多來自於2002年至2005年12月（含重播則至2006年3月）NHK晚間11點帶狀節目時段播出的《深夜劇》系列，因此實際上可以說是《深夜劇》與《週一連續劇》的整合。
播出時間與《週六體育》互換，於每週六22:00 - 22:58分播出。自2006年4月8日播出的《街頭律師開始，由於週六21時時段的《NHK特集》停播後，23時時段播出的海外電視劇回歸，本戲劇時段提早1小時調整至21:00 - 21:58（後來改於21:53結束）。NHK World Premium亦和綜合頻道同步播出。
自《冰壁》開播之際，節目收視率的表現就不佳，經常於個位數間徘徊，但亦有戲劇獲得了兩位數的收視率。2010年1月，電視雑誌《電視兄弟》為《週六連續劇》時段製作了專題報導。此外，大部分的戲劇作品以半季（5 - 6集）的中篇長度為主，很少有播出約10集，以整季為播出時間的戲劇（但於《週六時代劇》與《週一戲劇系列》、《電視劇10》等時段播出的戲劇中，每年仍有1 - 2部以季為單位播出的長篇戲劇）。
從本時段開始皆是，如果當天播出職棒直播則節目播出時間會調整，亦有甚至不播出的情況（NHK會轉播賽事直到比賽結束）。如果戲劇有預定播出但賽事直播時間延長，則會延後播出時間，或延後至隔週後播出。
當NHK綜合頻道定期播出的電視特別節目《日本的，未來》於晚間9點時段播出時，則戲劇會暫停播出。而例外情況則是於2007年3月3日，當時正在播出的《禿鷹》延後1小時播出，而《@Human》則暫停播出。
自2006年9月左右起，隨後播出的節目《聯繫電視@Human》（2007年4月15日後移至週日23:00 - 23:40播出）取消提前播出，報紙的節目表欄位仍然標註為21時至22時播出的節目，但實際上只播出至21:53，21:53 - 21:55則播出節目預告等宣傳短片，21:55 - 22:00為《NHK play map》。此外，2007年1月開始，本時段播出的戲劇會於BS高畫質頻道先行播出（18:00至18:58。上半年度會因為職棒賽事轉播等而調整播出時間。2010年基本上於週五18:50 - 19:43播出）。
2010年4月後，節目以數位播出時開始實施立體聲雙聲道解說廣播（在此之前，《挑戰者》曾因節目內容涉及視障人士的作品，而於數位及類比訊號中加入解説廣播）。
隨著電視全面數位化，電視節目編排進行徹底調整，2010年10月的《機會》播畢後，此時段成為《NHK特集》等特別節目的播出時段。

### 2011、2012年度（週六連續劇特集）
2011年播出《TARO之塔》與《挑戰者 〜畢業〜》後，同年10月開始以《週六連續劇特集》為名不定期於週六特集時段第2段（原則上21:00 - 22:15）播出。此外，此時期有於夜間固定播出的現代劇連續劇時段，分別是週二的《電視劇10》（22:00 - 22:45/50）與2011年10月新設的《夜間★劇》（22:55 - 23:25）。

### 2013、2014年度
2013年4月起，由於週六18-20時時段新設了目標觀眾以家庭觀眾為主的常規節目，以及22時時段的體育資訊節目時段強化，單集節目時段實際上已被廢除（但仍可能如往常一樣安排播出長時間的討論會與體育賽事直播等單集節目），並從強化數位地面廣播與BS的連續劇時段的觀點出發，《週六連續劇特集》暫停，作為固定連續劇時段（通常為21:00 - 22:00）的《週六連續劇》重啟。而《NHK特集》亦會不定期於此時段播出（主要於前作與新作間的空檔週播出，根據內容有時亦會播出至21:50），每週週一《深夜頻道》時段第1部（原則上）亦會於0:10 - 1:10重播，但於2014年10月的頻道改版後，此重播基本上移至週六0:10 - 1:10播出。

### 2015年度
2015年度由於原先不定期播出的《NHK特集》改為定期播出，本時段變更為22:00 - 22:45。

### 2016年度
2016年度，本時段自2012年度後4年以來，首次恢復為不定期播出，以播出單集或2-3集左右的短期連續劇為主，並與《NHK特集》交互播出。基本上於21:00 - 22:15間播出，但根據內容亦有播出至21:50的集數，例外情況是4 - 6月播出的「豆豆電視台」，以每集28分鐘的縮短版形式於20:15 - 20:43播出；10 - 11月播出的《緝毒犬 嗅覺搜查官》再次於22:00 - 22:43，此2部戲劇皆和《NHK特集》並列播出。

### 2017年度
2017年度於20:15 - 20:43播出。

### 2018年度 -
2018年9月前的播出時段與2017年度相同，於週六20:15 - 20:45播出，但同年10月後，原則上與2016年度相同，和《NHK特集》交互於21:00 - 21:50播出，如果是連續劇，則通常一系列會播出約5集，偶爾亦會以《週六連續劇特集》為名義播出單集或分為上下集的戲劇。
此外，至此時開始，週六同時擁有三個連續劇時段，令有18:05分 - 18:45的《週六時代劇 》與23:30 - 24:00的《深夜劇》。但於2021年度《深夜劇》移至週一22:45 - 23:15播出，2022年度《週六時代劇》更名為《精選!時代劇》並移至週日06:10 - 06:53播出後，週六便只剩下此一連續劇時段。
2022年4月節目改版中，因《週六九點觀察》於本時段（20:55 - 22:00）播出，因此本時段的播出時間延後1小時，改於22:00-22:50播出。因此，綜合頻道於黃金時段播出的連續劇時段只剩下《NHK大河劇》。此外，過去每年會有數部由名古屋放送局製播的戲劇，但由於成本效益考量，使演員來到名古屋進行錄影與現場直播效率不佳，除了單集戲劇外，名古屋放送局實際上已退出製播戲劇。
此外，除了針對日本國外播出的收費衛星廣播頻道NHK World Premium（包括北美的TV Japan與面向歐洲和非洲的JSTV）與日本國內同步現場直播以外，NHK日本國際傳媒亦會以「NHK Drama Showcase」為名，每週日播出兩次於本時段播出為主的戲劇，播出時會另外加入英語字幕或以英語配音播出（部分戲劇可能只有字幕版）。

## 歷代作品一覧

### 週六連續劇（第1、2、3次）

#### 第1次（1970年代）
1975年
| 劇名                              | 播出日期            | 集 數 | 編劇               | 導演             | 主要演出者                                                                 | 備註                                            |
| --------------------------------- | ------------------- | ----- | ------------------ | ---------------- | -------------------------------------------------------------------------- | ----------------------------------------------- |
| 松本清張系列 遙遠的接近（日语：遠い接近） | 10月18日            | 1     | 大野靖子 | 和田勉 | 小林桂樹（日语：小林桂樹）、笠智衆、吉行和子、荒井注（日语：荒井注）                     | - 藝術祭（日语：芸術祭 (文化庁)）優秀獎 - 布拉格國際電視節金獎 |
| 松本清張系列 中央流沙（日语：中央流沙）   | 10月25日            | 1     | 石松愛弘（日语：石松愛弘） | 和田勉 | 川崎敬三、佐藤慶、内藤武敏、中村玉緒         | - 布拉格國際電視節金獎                          |
| 松本清張系列 愛的斷層   | 11月1日             | 1     | 中島丈博 | 岡田勝 | 平幹二朗、香山美子、中谷一郎、殿山泰司                                     | - 原作：松本清張 「寒流」                       |
| 松本清張系列 事故                 | 11月8日             | 1     | 田中陽造           | 松本美彦         | 田村高廣、山本陽子、野際陽子、二瓶康一                                     |                                                 |
| 平岩弓枝系列 鎮上的人們 | 11月22日 - 12月13日 | 4     | 平岩弓枝           |                  | 宮古蝶蝶、西村晃、森繁久彌、由美薰 |                                                 |
1976年
| 劇名                                                | 播出日期          | 集 數 | 編劇               | 導演                   | 主要演出者                                                               | 備註                                                       |
| --------------------------------------------------- | ----------------- | ----- | ------------------ | ---------------------- | ------------------------------------------------------------------------ | ---------------------------------------------------------- |
| 懷舊名作系列 愛染桂                                 | 1月17日           | 1     | 中島丈博 | 和田勉       | 片岡孝夫、島田楊子、乙羽信子、平岩道子                         | - 原作：川口松太郎                               |
| 懷舊名作系列 人形娃娃                     | 1月24日           | 1     | 大野靖子 | 宮澤俊樹               | 高橋英樹、關根惠子、安田道代、田武謙三               | - 原作：片岡鐵兵                                 |
| 懷舊名作系列 浪花悲歌                     | 1月31日           | 1     | 高橋玄洋 | 樋口昌弘               | 十朱幸代、河津清三郎、財津一郎、山田五十鈴                     | - 原作：溝口健二                                           |
| 懷舊名作系列 不斷前進                     | 2月7日            | 1     | 山内久 立原龍      | 清水滿                 | 船越英二、仁科明子、村野武範、丹阿彌谷津子 | - 原作：小津安二郎                                         |
| 山田太一系列 男人們的旅途 第1部 | 2月28日 - 3月13日 | 3     | 山田太一           | 中村克史               | 鶴田浩二、森田健作、桃井薰、水谷豐                                       |                                                            |
| 劇畫系列 生於花中                                   | 3月20日           | 1     | 能勢紘也           | 和田勉       | 篠田三郎、大谷直子、長岡輝子、角野卓造                                   | - 原作：林静一                                             |
| 劇畫系列 寺島町奇譚                       | 3月27日           | 1     | 中島丈博           | 江口浩之               | 秋吉久美子、三木德平、赤木春恵、上条恒彦                       | - 原作：瀧田優                                   |
| 劇畫系列 紅花                                       | 4月3日            | 1     | 大野靖子           | 佐佐木昭一郎 | 草野大悟、澤井桃子、渡部克浩、嵐寬壽郎               | - 原作：拓植義春 - 藝術祭大獎 - 艾美獎小說類入圍 |
| 城山三郎系列 大膽的打算                             | 6月10日 - 7月15日 | 6     | 山内久             | 和田勉                 | 丹波哲郎、日下武史、辰巳柳太朗、仁科明子                                 | - 為戲劇人間模樣（日语：ドラマ人間模様）播出劇集的重編版                 |
1977年
| 劇名                                      | 播出日期           | 集 數 | 編劇     | 導演       | 主要演出者                                                   | 備註                               |
| ----------------------------------------- | ------------------ | ----- | -------- | ---------- | ------------------------------------------------------------ | ---------------------------------- |
| 懸疑系列 閃光的遺產                       | 1月8日             | 1     | 山田正弘 | 和田勉     | 井川比佐志、山形勲、藤圭子、三田村賢二                       | - 原作：三好徹                     |
| 懸疑系列 高樓的死角             | 1月15日            | 1     | 立原龍   | 清水滿     | 藤岡弘、江原真二郎、新藤恵美、松山省二                       | - 原作：森村誠一                   |
| 懸疑系列 肇事逃逸                         | 1月22日            | 1     | 高橋玄洋 | 宮沢俊樹   | 松坂慶子、竹脇無我、梅野泰康、安田道代                       | - 原作：佐野洋                     |
| 懸疑系列 黑暗的日落                       | 1月29日            | 1     | 石堂淑朗 | 樋口昌弘   | 高橋幸治、佐分利信、藤村志保、仲谷昇                         | - 原作：結城昌治                   |
| 山田太一系列 男人們的旅途 第2部 | 2月5日 - 2月19日   | 3     | 山田太一 | 中村克史   | 鶴田浩二、池部良、水谷豊、桃井薰、柴俊夫                     |                                    |
| SF系列 平吉時穴道行                       | 4月9日             | 1     | 杉山義法 | 重光亨彦   | 由美薰、寺尾聡、西沢利明、近石真介                 | - 原作：半村良                     |
| SF系列 無盡的負債                         | 4月16日            | 1     | 中島丈博 | 樋口昌弘   | 谷隼人、山﨑努、萩尾綠、南美江、渚健二             | - 原作：小松左京                   |
| SF系列 如果，那時                         | 4月23日            | 1     | 尾中洋一 | 和田智充   | 岡田茉莉子、江原真二郎、夏八木勳、根岸季衣         | - 原作：廣瀨正 《愛神─另一個過去》 |
| 松本清張系列 棲息分布           | 10月15日           | 1     | 石堂淑朗 | 和田勉     | 瀧澤修、佐藤慶、津島恵子、中山麻里                 | - 松本清張本人亦參與演出           |
| 松本清張系列 最後的自畫像       | 10月22日           | 1     | 向田邦子 | 和田勉     | 石田步美、加藤治子、内藤武敏、乙羽信子             | - 原作：松本清張 《鐵路》          |
| 松本清張系列 受委託之人         | 10月29日           | 1     | 山内久   | 高野喜世志 | 太地喜和子、小澤榮太郎、二木輝美、沖雅也 | - 原作：松本清張 《時時筆記》      |
| 松本清張系列 找尋之人           | 11月5日            | 1     | 早坂暁   | 重光亨彦   | 林隆三、鰐淵晴子、小山明子、戸浦六宏                         | - 原作：松本清張 《我的垃圾桶》    |
| 山田太一系列 男人們的旅途 第3部 | 11月12日 - 12月3日 | 3     | 山田太一 | 中村克史   | 鶴田浩二、水谷豊、桃井薰、志村喬                             |                                    |
1978年
| 劇名                                            | 播出日期            | 集 數 | 編劇     | 導演       | 主要演出者                                                 | 備註                                          |
| ----------------------------------------------- | ------------------- | ----- | -------- | ---------- | ---------------------------------------------------------- | --------------------------------------------- |
| 高橋玄洋系列 彩虹花                   | 1月7日              | 1     | 高橋玄洋 | 樋口昌弘   | 三田佳子、細川俊之、三益愛子、嵐芳夫                       |                                               |
| 懷舊名作系列 兄與妹                   | 1月28日             | 1     | 岡部俊夫 | 川口孝夫   | 近藤正臣、檀文、三田和代、鹿内孝                 | - 原作：島津保次郎                            |
| 懷舊名作系列 一時興起                 | 2月11日             | 1     | 山内久   | 高野喜世志 | 藤岡琢也、草笛光子、多岐川裕美、鶴来貴司                   | - 原作：池田忠                                |
| 懷舊名作系列 人情紙氣球               | 2月18日             | 1     | 尾中洋一 | 清水満     | 布蘭奇堺、田村高広、香山美子、栗田宏美 | - 原作：三村伸太郎                            |
| 田向正健系列 溫柔時代 第1部 | 2月25日 - 3月11日   | 3     | 田向正健 | 和田勉     | 篠田三郎、檀文、下元勉、長門裕之                           |                                               |
| 鎌田敏夫系列 十字路 第1部             | 4月15日 - 4月29日   | 3     | 鎌田敏夫 | 中村克史   | 千葉真一、草刈正雄、赤塚真人                               |                                               |
| 松本清張系列 翻越天城                 | 10月7日             | 1     | 大野靖子 | 和田勉     | 大谷直子、佐藤慶、鶴見辰吾、中村翫右衛門                   | - 藝術祭大獎 - 松本清張本人亦參與演出         |
| 松本清張系列 華而不實的花園           | 10月14日            | 1     | 高橋玄洋 | 樋口昌弘   | 岡田嘉子、奈良岡朋子、内藤武敏、河原崎建三                 | - 原作：松本清張 《未穿獄衣的女囚》 |
| 松本清張系列 等一年半                 | 10月21日            | 1     | 杉山義法 | 高野喜世志 | 香山美子、早川保、南風洋子、藤岡弘                         |                                               |
| 松本清張系列 火的記憶                 | 10月28日            | 1     | 大野靖子 | 和田勉     | 高岡健二、秋吉久美子、村野武憲、山内明                     |                                               |
| 田向正健系列 溫柔時代 第2部           | 11月11日 - 11月25日 | 3     | 田向正健 | 重光亨彦   | 篠田三郎、南沙織、木原光知子、木村夏江                     |                                               |
| 鎌田敏夫系列 十字路 第2部             | 12月2日 - 12月16日  | 3     | 鎌田敏夫 | 中村克史   | 千葉真一、草刈正雄、中村孝雄                               |                                               |
1979年
| 劇名                                | 播出日期            | 集 數 | 編劇               | 導演     | 主要演出者                                                     | 備註                                                                   |
| ----------------------------------- | ------------------- | ----- | ------------------ | -------- | -------------------------------------------------------------- | ---------------------------------------------------------------------- |
| 向田邦子系列 宛如阿修羅             | 1月13日 - 2月3日    | 3     | 向田邦子           | 和田勉   | 八千草薫、石田步、加藤治子、風吹純                             |                                                                        |
| 懸疑愛情系列 尋死的孩子             | 2月17日             | 1     | 金子成人 | 中村克史 | 伊丹十三、宮本信子、春日和秀、清水健太郎                       | - 原作：藤原審彌 - 第5屆廣播文化基金獎主要獎項獲獎 |
| 懸疑愛情系列 血跡追蹤               | 2月24日             | 1     | 田向正健 | 富澤正幸 | 江守徹、山本陽子、草薙幸二郎、鈴木瑞穗     | - 原作：渡邊淳一                                                       |
| 懸疑愛情系列 四角船                 | 3月3日              | 1     | 柴英三郎 | 布施實   | 竹脇無我、神山繁、山口果林、花沢徳衛                           | - 原作：井上靖                                                         |
| 市川森一系列 失樂園 '79             | 3月10日 - 3月24日   | 3     | 市川森一           | 重光亨彦 | 根津甚八、桃井薰、鹿賀丈史、谷啓                               |                                                                        |
| 浪花人情系列 大阪不孝之路           | 10月13日            | 1     | 高橋正圀 | 川口孝夫 | 財津一郎、牧野佐代子、野川由美子、嵐寬壽郎 |                                                                        |
| 浪花人情系列 從大阪 ― 明天          | 11月3日             | 1     | 金子成人 | 松尾武   | 國廣富之、西村晃、淺野溫子、端田宣彥       |                                                                        |
| 山田太一系列 男人們的旅途 第4部     | 11月10日 - 11月24日 | 3     | 山田太一 | 中村克史 | 鶴田浩二、水谷豐、池部良、桃井薰                               |                                                                        |
| 城山三郎系列 老實的戰士們 | 12月8日 - 12月29日  | 4     | 山内久   | 宮澤俊樹 | 長山藍子、中谷一郎、小夜福子、水野久美                         |                                                                        |

#### 第2次（1980年 - 1998年）

##### 1980年
- 向田邦子系列 宛如阿修羅 Ⅱ
- 離婚
- 松本清張系列 天才女畫家
- 戰後史實錄系列 空白的900分鐘〜國鐵總裁離奇死亡事件
- 早坂曉系列 寒冷的黎明
- 告別輝煌的日子
- 魂魄的夏天

##### 1981年
- 向田邦子系列 宛如蛇蠍
- 女性系列
  - 我的青春藍調（以淡谷規的前半生作為題材）
  - 舞蹈（原作：吾妻德穗《鄙人是女人》）

- 市川森一系列 你還在唱歌嗎？
- 山田太一系列 森巴計程車
- 城山三郎系列 價格破壞

##### 1982年
- 松本清張系列 野獸之路
- 大阪唐吉訶德
- 五木寛之系列 橫濱物語
- 遠方雷聲與波濤洶湧
- 傳言的女人們 佐木隆三報告
- 我父親的叛亂
- 田向正健系列 希望
- 飛吧! 南十字星號

##### 1983年
- 追蹤〜妻子們的叛亂
- 追蹤2〜請也讓我定年退休
- 渡邊淳一系列 白色抗爭
- 欲望
- 松本清張系列 浪之塔
- 沒什麼好說的
- 貴族女人
- 以女性之名

##### 1984年
- 爭奪青春
- 渡邊淳一系列 白夜（之後《週六連續劇》暫停播出，1984年4月 - 1988年3月播出《戲劇人間模樣》）

##### 1988年
- 結婚手續
- 凱瓦拉族之戰

##### 1989年
- 十九歳
- 心動宣言
- 飛翔的雛鳥
- 沐浴於夕陽中
- 兄弟 〜兄弟姊妹〜

##### 1990年
- 另一種愛
- 家庭的價格
- 戀愛模樣
- 理想的男性

##### 1991年
- 新十津川物語 明治篇

##### 1992年
- 蒂羅爾的輓歌
- 新・棋王
- 別叫我歐巴桑!
- 恐怖的航海
- 海風的沙拉
- 往日春天
- 新十津川物語 大正篇、昭和篇
- 別忘了愛
- 流轉不息
- 50種讓地球毀滅的簡單方法
- 爸爸，告訴我這是謊言
- 有罪推定
- 攔路巷

##### 1993年
- 櫸樹之家
- 回歸大草原之日
- 我所喜愛的超人力霸王賽文
- 消失的金塊 布林克斯馬特搶劫案
- 爸爸和愛麗絲的奮鬥故事
- 羅斯懷特女士的秘密
- 春天的一族
- 系列 1
- 歐巴桑，開花了!
- 三十三年後的颱風
- 加油吧〜平成的島上災難〜
- 勇士們的回鄉
- 街角
- 遙遠擇捉島|]]
- 可以聽見愛
- 可以聽到心中的歌聲嗎

##### 1994年
- 五右衛門
- 銀行 男人們的生存（全3集）
- 否認
- 幸福條件
- 米田家的下落
- 北山一平 I love人生
- 黃昏的甜蜜戀歌：心動御用 歐巴桑是活力標誌!
- 系列 2
- 秋季一族
- 和菓子的味道
- 吾妻啊

##### 1995年
- 另一個家庭
- 零的焦點（全2集）
- 廣播記者物語
- 含淚微笑吧 明治之子：島田津次郎
- 鏡之記錄 天使來到小鎮
- 家族旅行
- 天空之藍
- 來自遙遠國度的殺人犯
- 八月的吶喊
- 刑警 被蛇爬過
- 新宿鯊魚 〜無間人形娃娃〜
- 湄南河不眠
- 然而，吾愛
- 在空中閃耀夢想 〜手塚治虫的暑假〜
- 幹吧！
- 夏季一族
- 斯德哥爾摩的密使
- 像鯉魚一樣活百年的百年男子
- 一天三次飯後服用  夜頻頻物語
- 大地之子 (小说)

##### 1996年
- 最後的子彈
- 官僚們的夏天
- 馬纓丹花開之時
- 水邊的男人
- 奢侈家族
- 照柿
- 醫院
- 小小大冒險
- 我們的放學後
- COMPANY
- 秋天的選擇
- 憲法還沒好嗎
- 女人也有七個敵人

##### 1997年
- 新宿鯊魚 〜屍蘭〜
- 別自滿啊 長官!
- 烏龍麵和錄影帶
- 生命事件簿 〜福祉最前線 社工們的現況〜
- 風之願
- 另一個心臓
- 女人們的帝國
- 忘記唱歌的金絲雀…
- 生前預約〜現代葬儀實情
- 鈴木先生的休息與周遊
- 在熱之島〜熱島東京
- 極樂遊樂園

##### 1998年
- 流通戰爭
- 新宿鯊魚 〜毒猿〜
- 黃昏流星群〜再次相愛
- 化為風，化為鳥
- Lest Inning

#### 第3次（2005年 - 2011年）
以下若無特別說明，代表皆為NHK放送中心製作。
第3次後，一部分戲劇由NHK關聯法人或委託外部製作公司製作。

##### 2005年
- 攀登者之巔（12月10日 - 17日，共2集，原作：横山秀夫、主演：佐藤浩市）

##### 2006年
- 冰壁（1月14日 - 2月25日，共6集，原作：井上靖、主演：玉木宏）
- 相連的明天（3月4日 - 25日，共4集，原作：真保裕一、主演：青木崇高）
- 街角律師（4月8日 - 5月13日，共6集，主演：江角真紀子）
- 迪隆～命運之犬（5月20日 - 7月1日，共5集，原作：井上小路，主演：樋口可南子）
- 人生是全餐（7月8日 - 7月22日，共3集，原作：佐藤陽，主演：高嶋政伸）
- 新 人間交差點（8月19日 - 9月2日，共3集，原作：矢島正雄、弘兼憲史《人間交差點》，主演：仲代達矢）
- 攀登者之巔（重播，9月30日 - 10月7日）
- 魂萌!（10月21日 - 11月4日，共3集，原作：桐野夏生、主演：高畑淳子）
- Walkers～迷路的大人們（11月11日 - 12月2日，共4集，主演：江口洋介）
- 迪隆〜聖誕節的約定（12月23日，單集特別節目，原作：井上小路、主演：樋口可南子）

##### 2007年
- 水姑娘4（1月13日 - 20日，共2集，主演：国仲涼子）
- 緩慢開始（1月27日 - 2月3日，共2集，原作：荒川龍、主演：水野美紀）
- 禿鷹（2月17日 - 3月24日，共6集，原作：真山仁《禿鷹》，主演：大森南朋）
- 醫院之力～星空醫院～（4月7日 - 5月12日，共6集，主演：菊川怜）
- 你好，媽媽（5月26日 - 6月16日，共4集，原作：永井愛、主演：加藤治子）
- 新街角律師 ～大人登場～（6月30日 - 8月4日，共6集，主演：渡哲也）
- 我想讀書！（8月18日 - 9月1日，共3集，原作：山本純士，主演：長野博）
- 法官 ～孤島法官奮鬥記～（10月6日 - 11月10日，共5集，主演：西島秀俊 製作：NHK大阪）
- 人形娃娃隨水流（12月1日 - 15日，共3集，原作：北村薫，主演：澤口靖子 製作：東寶、NHK Enterprise）

##### 2008年
- 全力以赴（1月19日 - 2月23日，共6集，原作：門田隆将，主演：高橋克實）
- 刑警現場（3月1日 - 29日，共4集，主演：寺尾聰、森山未來 製作：NHK名古屋）
- 頂級銷售（4月12日 - 5月31日，共6集，主演：夏川結衣）
- 監察法人（6月14日 - 7月19日，共6集，主演：塚本高史、松下奈緒 製作：NHK名古屋）
- 上海颱風（9月13日 - 10月18日，共6集，主演：木村多江 製作：NHK Enterprise）
- 法官II 孤島法官奮鬥記（10月25日 - 11月22日，共5集，主演：西島秀俊，製作：NHK大阪）

##### 2009年
- 刑警現場（重播，1月10日 - 1月31日）
- 遙遠的羈絆（4月18日 - 5月23日，共6集，原作：城戸久枝，主演：鈴木杏）
- 隨風飄揚的塑膠布（5月30日 - 7月4日，共5集，原作：森繪都，主演：吹石一恵）
- LIMIT -刑警現場2-（7月11日 - 8月8日，共5集，主演：森山未來、武田鐵矢 製作：NHK名古屋）
- 重生之鎮（8月29日 - 9月26日，共5集，主演：筒井道隆 製作：NHK大阪）
- Challenged（10月10日 - 11月7日，共5集，主演：佐佐木藏之介 製作：NHK Enterprise、K Factory）
- 外事警察（11月14日 - 12月19日，共6集，原作：麻生幾，主演：渡部篤郎 製作：NHK Enterprise）

##### 2010年
- 你們沒有明天（1月16日 - 2月27日，共6集，原作：垣根涼介，主演：坂口憲二）
- 追逐～國稅查察官（4月17日 - 5月22日，共6集，主演：江口洋介）
- 鐵之骨（7月3日 - 7月31日，共5集，原作：池井戸潤，主演：小池徹平 製作：NHK名古屋）
- CHANCE（8月28日 - 10月2日，共6集，原作：小林慧，主演：藤原紀香 製作：NHK Enterprise）

##### 2011年
- TARO之塔（2月26日 - 4月2日，共4集，主演：松尾鈴木 製作：NHK Enterprise、製作協助：NHK art、NHK媒體科技）
- Challenged 〜畢業〜（5月14日 - 5月21日，共2集，主演：佐佐木藏之介，製作：NHK Enterprise、K Factory ）

### 週六連續劇特集：2011年 - 2013年

#### 2011年
- 神明之妻（10月1日 - 15日，共3集，原作：髙橋誠之介，主演：常盤貴子 製作：NHK Enterprise）
- 使命與心的極限（11月5日 - 12日，共2集，原作：東野圭吾，主演：石原聰美）
- 蝴蝶小姐〜最後的武士之女～（11月19日 - 26日，共2回、原作：市川森一《蝴蝶小姐》、主演：宮﨑葵 製作：NHK Enterprise）
- 從珍珠港歸來 ～軍神與第一號俘虜～（12月10日，主演：青木崇高 製作：NHK名古屋）

#### 2012年
- 鳶（1月7日 - 14日，共2集，原作：重松清，主演：堤真一）
- 拼布之家（1月28日 - 2月4日，共2集，主演：山﨑努）
- 所謂在家裡死去（2月25日，主演：高橋克典）
- 那之後的海（3月3日，主演：橋本麻由）
- 大崎耀和我們度過的夏天（4月14日 - 21日，共2集，原作：有村千裕，主演：川島海荷）
- 永遠之泉（6月16日，原作：藤原新也，主演：寺尾聰）
- 打敗，然後獲勝 ～開創戰後的男人 吉田茂～（9月8日 - 10月6日，共5集，主演：渡邊謙）
- 實驗刑警鳥取（11月3日 - 12月1日，共5集，主演：三上博史）

#### 2013年
- 日本製造（1月26日 - 2月9日，共3集，主演：唐沢寿明）電視廣播60週年紀念戲劇
- 火怨 北方英雄 阿弖流為傳（3月23、30日。共2集，將於BS時代劇以4集播出的內容重新構成為2集的長篇戲劇。製作：NHK Enterprise）

### 週六連續劇（第4次）

#### 第4次（2013年 - ）

##### 2013年
- 緣分獵人（4月13日 - 27日，共3集，主演：觀月亞里莎）
- 小島的老師（5月25日 - 6月29日，共6集，主演：仲間由紀恵）
- 七個會議（7月13日 - 8月3日，共4集，原作：池井戸潤，主演：東山紀之）
- 夫婦善哉（8月24日 - 9月14日，共4集，原作：織田作之助，主演：森山未來、尾野真千子、製作：NHK大阪、製作協助：東映太秦映画村）NHK大阪放送局廣播開始60週年記念戲劇
- 實驗刑警鳥取2（10月12日 - 11月16日，共6集，主演：三上博史）
- 太陽的陷阱（11月30日 - 12月21日，共4集，主演：西島隆弘，製作：NHK名古屋）

##### 2014年
- 從足尾來的女人（1月18日 - 1月25日，共2集，主演：尾野真千子）
- 漫長的告別（4月19日 - 5月17日，共5集，原作：雷蒙德錢德勒，主演：淺野忠信，製作：NHK Enterprise）
- 55歲開始的Hello Live（6月14日 - 7月12日，共5集，原作：村上龍，主演：莉莉凡希 等）※單元劇
- 芙蓉之人〜富士山頂的妻子（7月26日 - 9月6日，共6集，原作：新田次郎，主演：松下奈緒）
- 邊線（10月4日 - 11月1日，共5集，主演：小池徹平，製作：NHK大阪）
- 黑暗套裝（11月22日 - 12月27日，共6集，主演：齋藤工）

##### 2015年
- 限界集落股份有限公司（1月31日 - 2月28日，共5集，原作：黒野伸一，主演：反町隆史）
- 64（六四）（4月18日 - 5月16日，共5集，原作：横山秀夫，主演：皮耶魯瀧）
- 好想吃什錦麵（5月30日 - 8月1日，共9集，原作：佐田雅志，主演：菅田将暉）
- 破裂（10月10日 - 11月21日，前7集，原作：久坂部羊，主演：椎名桔平）

##### 2016年
- 逃跑的女人（1月9日 - 2月13日，共6集，主演：水野美紀）
- 戀之三陸 去列車相親！（2月27日 - 3月12日，前3，集主演：松下奈緒）※視為特集戲劇
- 大河奇幻劇 精靈守護者 第1季（3月19日-4月9日，共4集，原作：上橋菜穂子，主演：綾瀬遙）※視為特集戲劇
- 小荳荳電視台 (4月30日 - 6月18日，共7集，原作：黒柳徹子，主演：滿島光)※本作に限り20時15分 - 20時43分放送
- 夏目漱石之妻（9月24日 - 10月15日，共4集，原案：夏目鏡子、松岡譲，主演：尾野真千子）
- 嗅覺神探（10月22日 - 12月3日，共7集，主演：阿部寛）※本劇僅於22:00 - 22:43播出
- 廢棄與重建（12月17日，原作：羽田圭介，主演：柄本佑，製作：NHK大阪）

##### 2017年
- 大河奇幻劇 精靈守護者 第2季《悲傷的破壞神》（1月21日 - 3月18日，共9集，原作：上橋菜穂子、主演：綾瀨遙）※視為特集戲劇
- 4號警備（4月8日 - 5月20日，共7集，主演：窪田正孝、北村一輝）
- 幕末美食 武士飯!（6月10日 - 7月15日，共6集，原作：土山しげる，主演：瀨戶康史）
- 1942年的Play ball（8月12日，主演：太賀，製作：NHK名古屋）※週六戲劇特集
- 植木等與浮躁之人（9月2日 - 10月21日，共8集，原案：小松政夫、主演：山本耕史）
- 大河奇幻劇 精靈守護者 最終章（11月25日 - 2018年1月27日，共9集，原作：上橋菜穂子，主演：綾瀨遙）※視為特集戲劇

##### 2018年
- 能言善辨的律師在學校咆哮（4月21日 - 5月26日，共6集，主演：神木隆之介）
- 比笨蛋爸爸還笨的爸爸（6月30日 - 7月28日，共5集，原作：赤塚里惠子，主演：玉山鐵二）
- 不惑之陣（9月1日 - 10月13日，共7集，原作：安藤祐介，主演：高橋克典，製作：NHK大阪）
- 假新聞 或者是遠方的戰爭故事（10月20日 - 27日，共2集主演：北川景子）
- 炎上律師（12月15日，主演：真木陽子）※週六戲劇特集

##### 2019年
- 媽媽，回來了〜AI的遺言〜（1月5日，主演：柳樂優彌）
- 越南之光〜我開始無償醫療服務的理由〜（1月12日，主演：濱田岳，製作：NHK大阪）※週六戲劇特集
- 新月（1月26日 - 2月23日，共5集，原作：森絵都，主演：高橋一生、永作博美）
- 浮世畫家（3月30日，原作：石黑一雄，主演：渡邊謙）
- 數位刺青（5月18日 - 6月15日，共5集，原案：河瀬季，主演：高橋克實）
- 詐欺刑警（8月31日 - 9月28日，共5集，主演：木村文乃）
- 少年寅次郎（10月19日 - 11月16日，共5集，原作：山田洋次，主演：井上真央）
- 澪之料理帖特別篇（12月14日 - 21日，共2集原作：高田郁、主演：黑木華）

##### 2020年
- 療癒心傷（1月18日 - 2月8日，共4集，原案：安克昌，主演：柄本佑，製作：NHK大阪）
- 三浦部長，今天開始變成女性。（3月21日，主演：室毅）
- 路〜台灣Express〜（5月16日 - 30日，共3集，原作：吉田修一，主演：波瑠，共同製作：公共電視）日台共同製作戲劇
- 天使的請求～人生最後的願望～（9月19日 - 10月17日，共5集，主演：江口洋介）
- North light（12月12日 - 19日，共2集，原作：横山秀夫，主演：西島秀俊）

##### 2021年
- 六張榻榻米大的房間的鋼琴家（2月6日 - 27日，共4集，原作：安藤祐介，主演：加藤重茂 等，製作：NHK大阪）※單元劇
- 清子（3月20日，原作：重松清，主演：安田顯）
- 關於此刻的危機與我的好感度（4月24日 - 5月29日，共5集，主演：松坂桃李）
- 繭居族老師（6月12日 - 7月10日，共5集，原案：菱田信也，主演：佐藤二朗）
- 正義的天秤（9月25日 - 10月23日，共5集，原作：大門剛明，主演：龜梨和也〈KAT-TUN〉）
- 奔向風的彼方（12月18日 - 25日，共2集，原作：古内一絵，主演：平手友梨奈）

##### 2022年
- 和歌者～長崎通譯異聞～（1月8日 - 29日，共4集，主演：永瀬廉〈King & Prince〉，製作：NHK大阪）
- Ending cut（3月19日，原作：新井雅美，主演：蘆田愛菜）
- 17歲的帝國（5月7日 - 6月4日，共5集，主演：神尾楓珠）
- 填滿空白吧（6月25日 - 7月30日，共5集，原作：平野啓一郎，主演：柄本佑）
- 一橋桐子的犯罪日記（10月8日 - 11月5日，共5集，原作：原田比香，主演：松坂慶子）
- 繭居族老師 第2季（12月17日 - 24日，共2集，原案：菱田信也，主演：佐藤二朗）

##### 2023年
- 浪漫偵探（1月21日 - 2月11日，共4集，主演：濱田岳，製作：NHK大阪）
- 正義的天秤season2（5月6日 - 6月3日，共5集，原作：大門剛明，主演：龜梨和也〈KAT-TUN〉）
- 溫柔的貓（6月24日 - 7月29日，共5集，原作：中島京子，主演：優香）
- 遠山的呼喚（9月23日 - 10月14日，共4集，原作：山田洋次，主演：阿部寛、常盤貴子）
- 加拉巴哥（11月4日 - 25日，共4集，原作：相場英雄，主演：織田裕二）
- Draf Voice 法庭的手語通譯（12月16日 - 23日，共2集，原作：丸山正樹，主演：草彅剛）

##### 2024年
- 告別醫院（2月3日 - 24日，共4集，原作：沖田×華，主演：岸井由紀乃）
- PRECENT（5月11日 - 6月1日，共4集，主演：伊藤萬理華，製作：NHK大阪）
- Shrink-精神科醫生弱井-（8月31日 - 9月14日，共3集，原作：七海仁、月子，主演：中村倫也）
- 3000萬（10月5日 - 11月23日，共8集，主演：安達祐實）

##### 2025年
- 丁香花開的野獸之路（2月1日 - 15日，共3集，原作：藤岡陽子，主演：山田杏奈）
- 水平線之歌（3月1日 - 8日，共2集，原案：岩代太郎，主演：阿部寛）
- 地震之後（4月5日 - 26日，共4集，原作：村上春樹，主演：岡田將生、鳴海唯、渡邊大知、佐藤浩市）※單元劇
- 天使飛行（5月3日 - 6月7日，共6集，原作：佐佐涼子，主演：米倉涼子）
- 我想一個人死去（6月21日 - 7月26日，共6集，原作：咖哩澤薰，主演：綾瀨遙）
- 母親等待的故鄉（8月30日 - 9月20日，共4集，原作：淺田次郎，主演：中井貴一）

## 備註

## 外部連結
- 土曜ドラマホームページ これから放送の番組・放送の終わった番組，存于 - 番組公式
- NHK戲劇，存于- NHK
- 週六連續劇 - NHK放送史（日本放送协会）（日語）

- 週六電視劇特集 - NHK放送史（日本放送协会）（日語）

- NHKは何を伝えてきたか－NHKテレビ番組の50年，存于 - NHK

- 以下為私人網站。
  - ドラマの歴史，存于 - 「シリーズもの」→「土曜ドラマ」に作品一覧

| NHK綜合 週六晚間10點時段                                                                       | NHK綜合 週六晚間10點時段                                         | NHK綜合 週六晚間10點時段                                                                     |
| ---------------------------------------------------------------------------------------------- | ---------------------------------------------------------------- | -------------------------------------------------------------------------------------------- |
|                                                                                                | 週六連續劇（土曜ドラマ） （2006年1月14日 - 3月25日）             |                                                                                              |
| 週六體育（第1期） ※21:52 - 22:20新日本紀行ふたたび 〜NHKアーカイブス〜 ※22:20 - 23:00          | 聯繫電視@Human ※21:58 - 23:00 【提前60分鐘播出】                 |                                                                                              |
| 週六體育（第2期） ※22:00 - 22:30 【延後60分鐘播出】幻解!超乎常理資料 黑暗面之謎 ※22:30 - 22:50 | 週六連續劇 （2015年4月 - 2016年3月）                             | 週六體育（第2期） ※21:50 - 22:20 【提前70分鐘播出】香蕉♪零音樂 ※22:20 - 22:50                |
| 有田P接待中 ※21:50 - 22:20週六體育（第2期） ※22:20 - 22:40故事 ※22:40 - 23:10                  | 週六連續劇 或 NHK特集 （2022年4月 - ）                           | —                                                                                            |
| NHK綜合 週六晚上9點時段                                                                        |                                                                  |                                                                                              |
| NHK特集 ※21:00 - 21:52新聞&速報體育 ※21:52 - 22:00                                             | 週六連續劇 （2006年4月8日 - 2010年10月2日）※2011年亦播出兩部作品 | 單集戲劇、特別節目時段 ※21:00 - 21:50追蹤!AtoZ ※21:50 - 22:20 【提前10分鐘播出且縮短25分鐘】 |
| 單集戲劇、特別節目時段 ※21:00 - 22:15                                                          | 週六連續劇 或 NHK特集 （2013年4月 - 2015年3月）                  | NHK特集 ※21:00 - 21:50○○!投稿DO畫 ※21:50 - 22:00                                             |
| NHK特集 ※21:00 - 21:50○○!投稿DO畫 ※21:50 - 22:00 【移至週二23:00 - 23:10播出】                 | 週六連續劇 或 NHK特集 （2016年4月 - 2022年3月）                  | 週六九點觀察 ※20:55 - 22:00                                                                  |

| NHK BShi 週六晚間6點時段 | NHK BShi 週六晚間6點時段                                | NHK BShi 週六晚間6點時段                                                                                 |
| --- | ------------------------------------------------------- | --- |
| | 週六連續劇 （2007年1月 - 2011年3月）                    | |
| 高畫質來自故鄉 ※18:00 - 18:50 | NHK BShi已停播                                          | |
| NHK綜合頻道 週日深夜頻道 24:10-25:10 |                                                         | |
| Deep Human ※24:10 - 24:40 （2012年10月 - 12月） ↓ 每週輪替 ※24:10 - 24:40 （2013年1月 - 3月）夜間劇 ※24:40 - 25:10 （2012年9月 - 2013年3月） | 週六連續劇（重播） 或 NHK特集 （2013年4月 - 2014年3月） | MUSIC JAPAN ※24:10 - 24:50 （2014年4月 - ）週六連續劇（重播） 或 NHK特集 ※24:50 - 25:50 （2014年4月 - ） |
| NHK綜合 週日深夜頻道 24:50 - 25:50 |                                                         | |
| 週六連續劇（重播） 或 NHK特集 ※24:10 - 25:10 （2014年4月 - 2014年9月）夜間動畫 ※25:10 - 25:35 （2013年4月 - 2014年3月） ※移至週五26:10 - 26:35 繼續播出單集時段 ※25:35 - 結束時間不定。結束後至28:15為止播出影像散步 （2013年4月 - 2014年3月） ※延後至25:50 - 28:15播出 〈按地區收播〉 | 週六連續劇（重播） 或 NHK特集 （2013年4月 - 2014年3月） | 單集時段 （2014年10月 - ） ※按地區收播                                                                   |
| NHK綜合 週五深夜頻道 24:10 - 25:10 |                                                         | |
| 單集時段 （2013年10月 - 2014年9月） ※週日原則上移至24:50 - 25:50に 時段播出 〈按地區收播〉 | 週六連續劇（重播） 或 NHK特集 （2014年10月 - ）         | — |